# Nikolaus von Prüm
Nikolaus von Prüm oder Nikolaus Doeser, Nikolaus von Winringen bzw. Nikolaus von Köln (* 1395 in Winringen beim Kloster Prüm, Eifel; † 1439 in Basel) war Doktor „beider Rechte“, Professor an der Universität Löwen, Offizial des Trierer Erzbistums und Teilnehmer am Basler Konzil.
Nikolaus von Prüm begann 1412 an der Universität Erfurt das Studium der Artes, war 1413 Baccalar an der Wiener Artistenfakultät, um dort die Rechte zu studieren. Ab 1415 war Nikolaus in der juristischen Fakultät der Universität Köln eingeschrieben, 1417 erwarb er hier das kanonistische und legistische Baccalaureat, dem 1425 der Erwerb des Doktors iuris utriusque („beider Rechte“) in Pavia folgte. 
In Köln hatte Nikolaus von Prüm schon ab 1417 als Magister gelehrt, 1426 wurde er zum ersten Professor für kanonisches Recht an der neu gegründeten Universität Löwen berufen. Hier hielt er am 7. September eine Eröffnungsrede anlässlich der Universitätsgründung. Zeitweise war er Rektor der Universität (1429, 1431), zeitweise Steuereinnehmer (1431). 
1435 verließ Nikolaus von Prüm den Löwener Lehrstuhl, er war seit 1432 Offizial des Trierer Elekten Ulrich von Manderscheid (1430–1436), der sich mit seinem Kontrahenten Raban von Helmstedt (1430–1439) im Trierer Bistumsstreit befand. Nach der Absetzung Ulrichs im Jahr 1436 nahm Nikolaus seit 1438 am Basler Konzil (1431–1449) teil, wo er der Deputation für Friedensangelegenheiten zugewiesen wurde. Auf dem Konzil war Nikolaus als Rotarichter tätig. Nikolaus von Prüm starb wohl infolge der Pest vor dem Juli 1439 in Basel.
Wie damals üblich, hatte Nikolaus für seine Tätigkeiten im kirchlich-universitären Bereich Einnahmen aus kirchlichen Pfründen, und zwar aus: Pfarrei Lissendorf (1420/1423), Kanonikat und Amt des Scholasters am Liebfrauenstift Prüm (1422), Vikariat an der Kardener Kollegiatkirche St. Castor (1424), Vikariat an der Marienkirche in Lehmen (1424), Kanonikat im Stift Münstermaifeld (1438), Kanonikat im Stift Karden (zu einem unbekannten Zeitpunkt).